# Schistochilopsis laxa
Schistochilopsis laxa là một loài Rêu trong họ Jungermanniaceae. Loài này được (Lindb.) Konstantinova mô tả khoa học đầu tiên năm 1994.